# Въвеждане на нарцисизма
За нарцисизма (на английски: On Narcissism; на немски: Zur Einführung des Narzißmus – Към увода в нарцисизма) е монография на Зигмунд Фройд от 1914 г., разглеждана като въведение към неговите теории относно нарцисизма. В нея Фройд обобщава предишните си дискусии по темата за нарцисизма и определя неговото място в сексуалното развитие. По-нататък той се спира вълрху по-дълбоките проблеми на взаимовръзката между Аз-а и външните обекти, прокарвайки една нова дистинкция, а именно, между азово либидо и обектно либидо. По-важното е, че Фройд въвежда идеята за Аз-идеала и свързаната с него наблюдаваща Аза инстанция (Свръх-Аза). Фройд също така дава кратък преглед на различията си с Юнг и Адлер.
Вероятно един от мотивите за написването на книгата е да се покаже, че концепцията за нарцисизма предлага алтернативи на идеята за несексуалното либидо на Юнг и „мъжкия протест“ на Адлер.
Статията е издадена като част от книгата „Отвъд принципа на удоволствието“ през 1992 г. и преиздадена през 2014 като част от сборника „Психология на несъзнаваното“.